# Teresa Alonso Otero
Teresa Alonso Otero (Madrid, 2 de agosto de 1916-30 de septiembre de 1995) fue una miliciana comunista española represaliada tras la guerra civil.

## Biografía
Hija de Carmen Otero y de Julián Alonso era la mayor de cuatro hermanos. Sus padres regentaban una carnicería en el barrio de Usera de Madrid. A los trece años dejó sus estudios. En 1935, con 19 años, pidió el ingreso en la Unión de Juventudes Comunistas (UJC). En marzo de 1936 fue elegida delegada en el congreso en el que se inició la unificación de las juventudes socialistas y comunistas en las Juventudes Socialistas Unificadas (JSU) con Santiago Carrillo como secretario de la organización.
Al comienzo de la guerra civil se integró en la columna de Julio Mangada junto con sus compañeros de Usera. Formó parte del batallón llamado Aída Lafuente en honor de la militante comunista muerta en la Revolución de 1934. A principios de octubre de 1936 la Columna Mangada, al derrumbarse el frente de Ávila, se replegó hacia Madrid para reforzar su defensa. En esas fechas se decidió que las mujeres abandonaran la lucha militar y volvieran a la retaguardia.
En Madrid participó en la creación de talleres pero como en la batalla de Madrid una de las líneas del frente estaba en el barrio de Usera sus padres, tras el bombardeo de su casa, fueron evacuados a Valencia. Ella quiso instruirse para piloto de aviación pero no fue admitida, su hermano sí lo fue y murió en la Segunda Guerra Mundial. Se trasladó entonces con sus padres. En Benicasim trabajó como enfermera en un hospital de sangre tras realizar un cursillo intensivo. Siguió su formación política y se hizo responsable de la secretaría político militar del partido en Castellón. En esos momentos conoció a Enriqueta Aroca y a Florencio Blanco con el que se casó el cinco de noviembre de 1938. Este matrimonio fue considerado nulo por el régimen franquista.
Estaba en Madrid cuando se produjo el Golpe de Estado de Casado. Huyó a Valencia y y consiguió ir con su familia al puerto de Alicante. Al no conseguir embarcar los republicanos fueron trasladados al campo de concentración de los Almendros. El matrimonio fue separado y ella fue encerrada en un cine de Alicante. Después fueron trasladadas a Madrid donde fueron puestas en libertad. Sin embargo, fue denunciada por una prima de su madre que la acusaba de encubrir a los asesinos de su marido y de sus dos hijos en 1936.
Fue llevada a los calabozos de Gobernación en la Puerta del Sol donde se dio cuenta de que estaba embarazada. El 14 de septiembre fue trasladada a la cárcel de Ventas y después al convento de Santo Domingo el Real habilitado como prisión en la calle de Claudio Coello. Al aproximarse las fechas del parto fue trasladada de nuevo a Ventas. El 25 de marzo fue juzgada por un Consejo de Guerra, junto a Libertad Martín Morales, afiliada a la Unión General de Trabajadores (UGT) y Eugenio Arcones. Fue condenada a treinta años de prisión por Auxilio a la Rebelión. Unos días después dio a luz y se quedó con su hijo en prisión ante las duras condiciones familiares. Su esposo entonces fue llamado para realizar tres años de Servicio militar. En la cárcel coincidió de nuevo con Enriqueta Aroca y su hermana Josefina.
Fue trasladada y el 24 de junio de 1940 ingresó en la Prisión Central de Saturrarán. Al desmantelarse esta en 1944 fue trasladada a la Prisión Central de Amorebieta. Se benefició de la redención de pena por trabajo que le procuró una reducción de condena por trabajo de tres años cuatro meses y siete días. El 9 de agosto de 1946 fue puesta en libertad. Cuando salió su marido estaba arrestado a la espera de juicio acusado de con el maquis de Guadarrama. Su causa fue sobreseída.
Al morir Franco volvió a militar en el PCE.

## Reconocimiento
- En 2010 Victoria Cuevas Fernández escribió una biografía relatando los años de la guerra y de cárcel de Teresa Alonso Otero con el título El recuerdo me duele.[6]